# Taiwanomyia seticornis
Taiwanomyia seticornis är en tvåvingeart som först beskrevs av Alexander 1926.  Taiwanomyia seticornis ingår i släktet Taiwanomyia och familjen småharkrankar. Inga underarter finns listade i Catalogue of Life.